# Курпатов Андрій Володимирович
Андрій Володимирович Курпатов (11 вересня 1974 , Ленінград ) — російський телеведучий і продюсер, психотерапевт, автор книг, підприємець.

## Життєпис
Андрій Курпатов народився 11 вересня 1974 року в Ленінграді. Батько — психотерапевт В. І. Курпатов, Дід по материнській лінії — хірург А. Б. Занданов.
У 1999 році на базі ВМедА та СПбМАПО отримав спеціалізацію з психіатрії та психотерапії і почав працювати в Санкт-Петербурзькій психіатричній лікарні № 7 : спочатку як психотерапевт, потім — як завідувач психотерапевтичного центру при лікарні.
На телебаченні працював з 2003 року, спочатку готував свій авторський телепроект для каналу ТНТ, звідки пішов через розбіжності з продюсерами: Курпатов хотів, щоб героями його передачі були лише реальні люди зі своїми проблемами, що не влаштовувало продюсерів. З травня по грудень 2005 року двічі на день на телеканалі «Домашній» виходило його психотерапевтичне ток-шоу «Немає проблем», потім «Все вирішимо з доктором Курпатовим». Навесні 2006-го телепроект перейшов на Перший канал, змінивши назву на «Доктор Курпатов». Найрейтинговіший випуск шоу вийшов 6 серпня 2006 — його подивилися 2,8 мільйона чоловік. Однак навесні 2007 року шоу закрили.
У 2007 році став генеральним директором телекомпанії " Червоний квадрат ", яка виробляла для «Першого каналу» такі відомі телешоу, як " Хвилина слави ", " Велика різниця ", " Фабрика зірок " та ін.
9 грудня 2009 року нагороджений Почесною грамотою Президента РФ за «активну участь у підготовці та проведенні» Євробачення-2009. З 2010 — член Академії російського телебачення.
В 2014 Курпатов заснував «Вищу школу методології», яка пропонує клієнтам лекції та курси підвищення кваліфікації, а також інтелектуальний кластер «Ігри розуму».
У лютому 2019 року Курпатов став науковим керівником новоствореної Лабораторії нейронаук та поведінки людини при Сбербанку.
12 лютого 2020 року Курпатов виступив у Раді Федерації з доповіддю про цифрову залежність.
За підсумками 2020 року, складеним Російським книжковим союзом, книга Курпатова «Червона пігулка» посіла 4 місце у Всеросійському книжковому рейтингу за кількістю продажів.
Курпатов — автор понад 30 книг, виданих тиражем понад 5 млн екземплярів та перекладених на 8 мов.
У листопаді 2021 року Андрій Курпатов отримав статус потерпілого у кримінальній справі про шахрайство.

## Оцінка діяльності
У 2006 році Раміль Гаріфуллін, директор Казанського центру психологічної консультації та реабілітації, розкритикував програму «Доктор Курпатов», вказавши, що замість психотерапевтичного процесу Курпатов займається моралями.
У 2020 році доктор філософських наук, доцент кафедри філософії науки та техніки Інституту філософії СПбГУ Ілля Єгоричов опублікував наукову статтю на тему " Категорна формалізація «Методології мислення» А. В. Курпатова у контексті перспективних розробок AGI ", у якій він формалізував основні методологічні концепти, які використовує у своїх роботах Курпатов. На думку Єгоричева, така формалізація може допомогти уніфікувати єдину мову наукової думки про мислення та роботу мозку.